# Rodiápolis
Rodiápolis o Rodiópolis es una antigua ciudad licia en la provincia de Antalya en Turquía. Sus restos se encuentran cerca de Kumluca.

## Historia
El nombre de la ciudad probablemente se debe a que fue establecida por los rodios. Plinio el Viejo la cita entre las ciudades licias, y le da el epíteto de montañosa, junto a Gagas y Coridala. Al igual que otras ciudades de la zona, formó parte de la Liga Licia, como también atestiguan las monedas de la antigua ciudad. Uno de sus habitantes más ilustres fue Opramoas, que vivió en el siglo II y fue enterrado en una tumba monumental.

## Arqueología

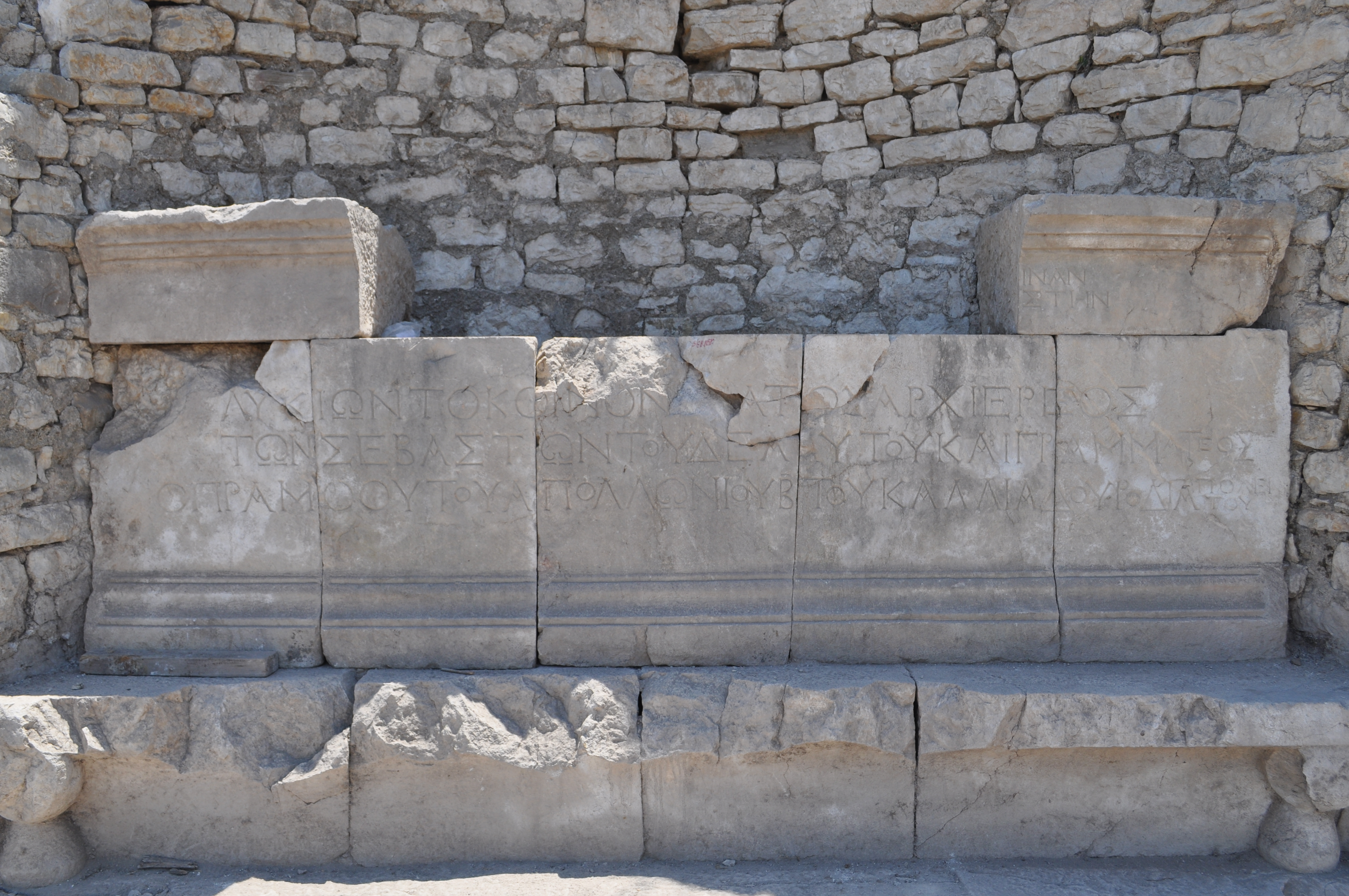
Inscripción del monumento funerario de Opramoas.

Sus ruinas fueron afectadas a causa de un incendio forestal y las excavaciones empezaron en 2006. Sus restos más antiguos son de la época clásica griega, pero los más importantes pertenecen a las épocas romana y bizantina. Entre ellos se conservan restos del mausoleo de Opramoas —con múltiples inscripciones—, iglesias, templos, un teatro —con capacidad para aproximadamente 1500 personas—, un baño romano, el ágora —que forma una unidad con una estoa—, el sebasteion, cisternas, necrópolis —donde es destacable una inscripción en lengua licia— y casas.